# Blue ribbon

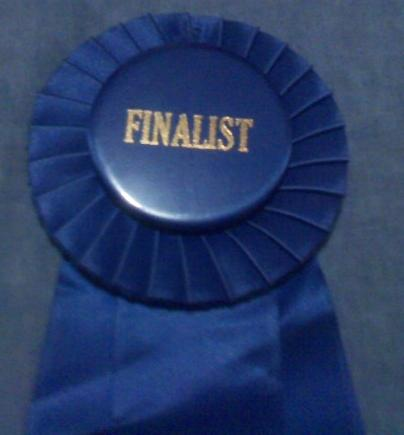

Blue ribbon (Blå bandet), är en synonym till det högsta tävlingspriset, en framstående utmärkelse.
Blue ribbon syftade ursprungligen på Strumpebandsordens band. Under 1800-talet The Blue Riband, Atlantens blå band, som var ett pris till det fartyg som genomförde den snabbaste seglingen över Atlanten. Därifrån har det övergått till att symbolisera ett framstående pris över huvud taget.